# U/F Ancylus
U/F Ancylus är ett svenskt forskningsfartyg som används av Fiskeriverket för undersökningar i kustnära vatten samt sjöarna Mälaren, Vänern och Vättern. Undersökningarna omfattar bland annat provfiske samt vatten- och sedimentprovtagningar.
Det 24 meter långa fartyget byggdes 1971 av Marinteknik Verkstads AB i Östhammar.